# Gà sao

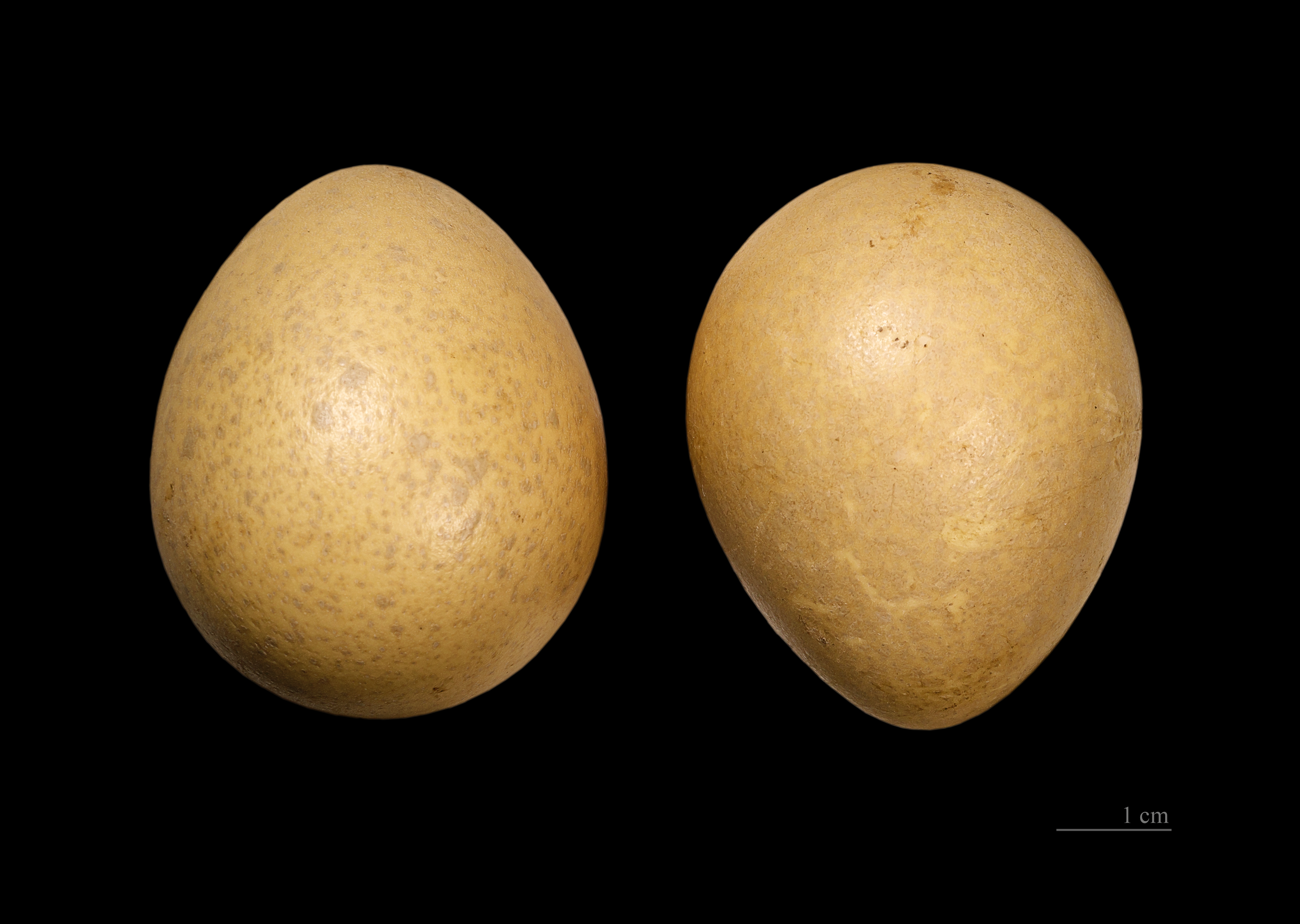
Trứng gà sao

Gà sao hay còn gọi là gà trĩ, trĩ sao (tên khoa học: Numida meleagris) là loài chim thuộc họ Gà Phi (Numididae) và là loài duy nhất của chi Numida. Loài này có nguồn gốc từ châu Phi, chủ yếu ở nam Sahara, hiện đã di thực đến nhiều nơi thuộc Tây Ấn, Brasil, Australia và châu Á.

## Đặc điểm sinh học

### Hình dạng
Gà có lông màu xám đen, có điểm các màu trắng nhạt, thân hình thoi, lưng hơi gù, đuôi cúp, đầu gà không có mào mà thay vào đó là các mấu sừng, các mấu sừng này tăng sinh qua các tuần tuổi, ở giai đoạn trưởng thành mấu sừng cao khoảng 1,5-2 cm. Da mặt và cổ gà sao không có lông, lớp da trần này có màu xanh da trời, dưới cổ có yếm thịt mỏng, chân không có cựa.
Ở một ngày tuổi gà sao có bộ lông màu cánh sẻ, có những đường kẻ sọc chạy dài từ đầu đến cuối thân. Mỏ và chân màu hồng, chân có 4 ngón và có 2 hàng vảy. Giai đoạn trưởng thành gà sao có bộ lông màu xám đen, trên phiến lông điểm nhiều những nốt chấm trắng tròn nhỏ. Mào tích của gà Sao màu trắng hồng và có hai loại: một loại hình lá dẹt áp sát vào cổ, còn một loại hình lá hoa đá rủ xuống.
Việc phân biệt trống mái đối với gà sao rất khó khăn. Ở một ngày tuổi phân biệt trống mái qua lỗ huyệt không chính xác như các giống gà bình thường. Đến giai đoạn trưởng thành con trống và con mái cũng hoàn toàn giống nhau. Tuy nhiên, người ta cũng phân biệt được giới tính của gà Sao căn cứ vào sự khác nhau trong tiếng kêu của từng cá thể.

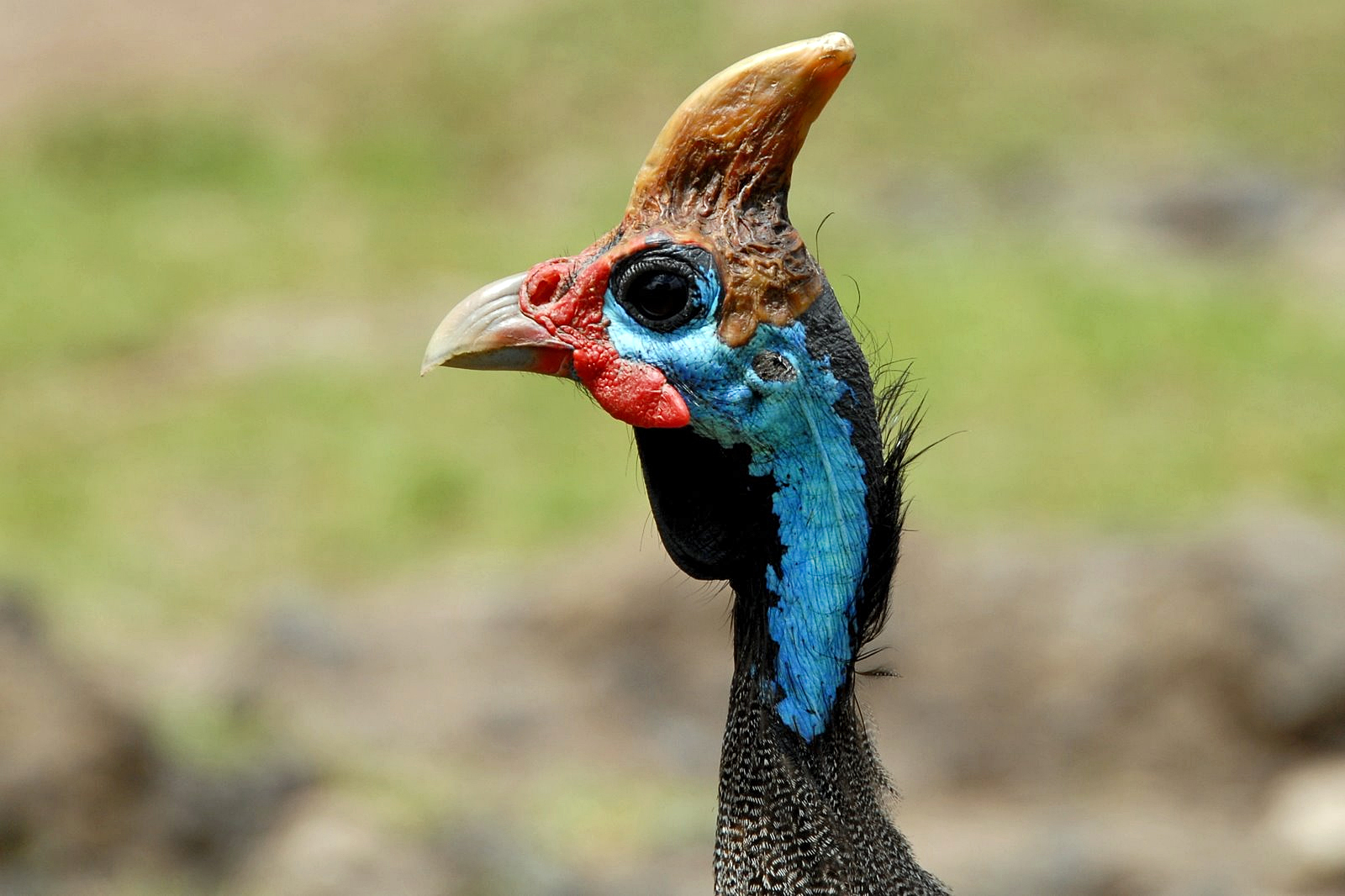
Phần đầu của gà sao

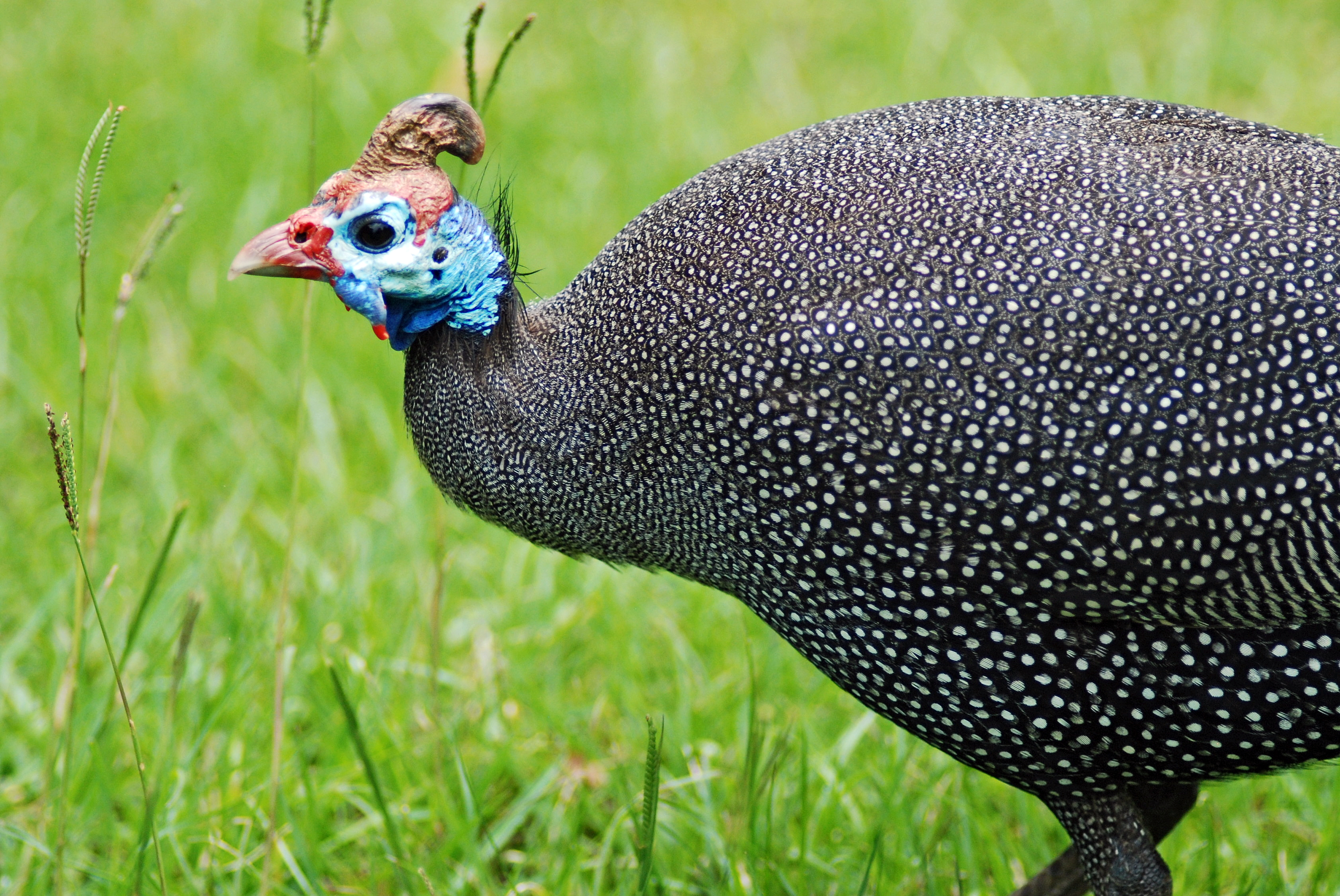
Gà sao ở Nam Phi

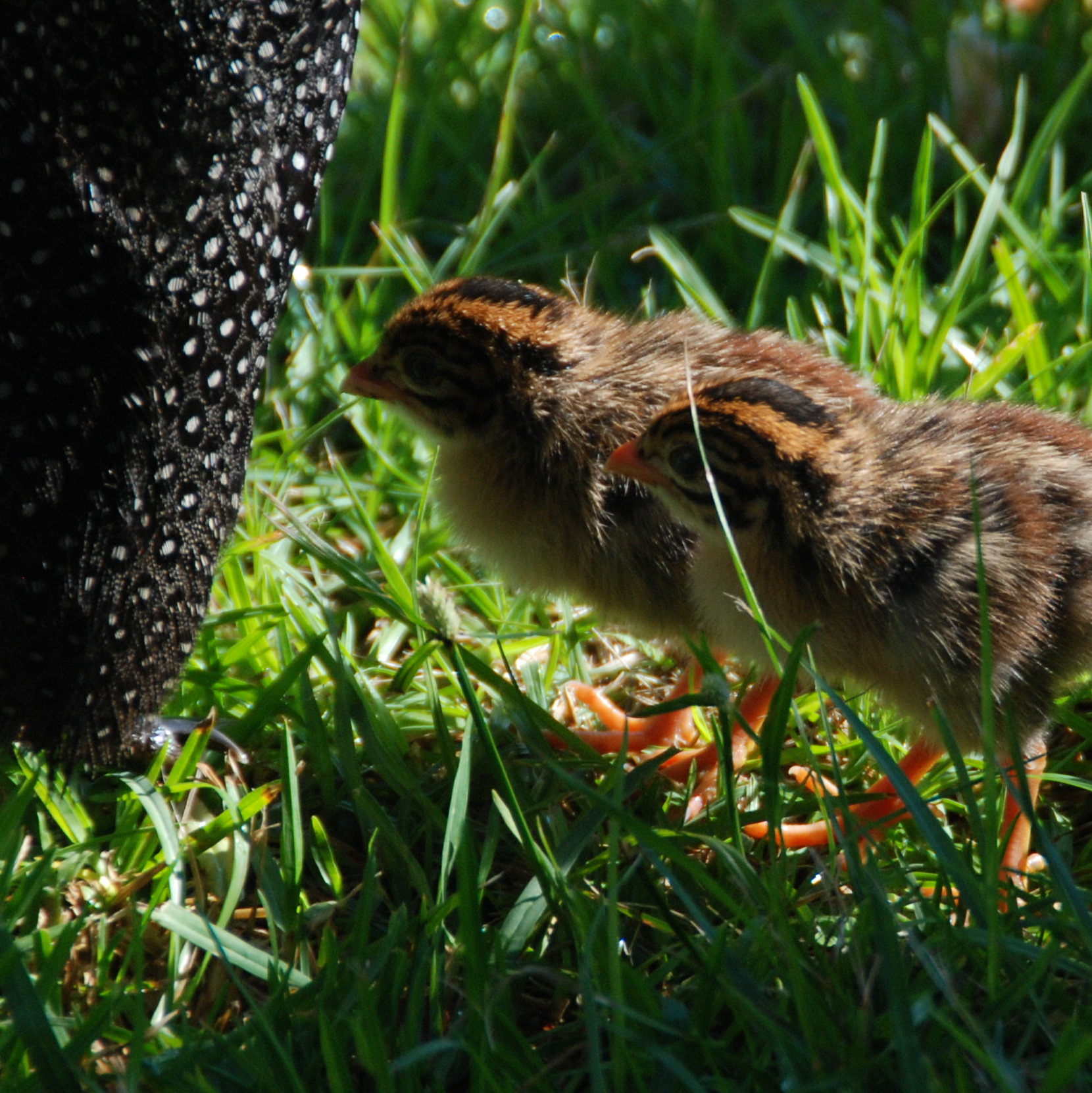
Gà con bên gà mẹ, Nam Phi

### Tập tính sống
Gà sao có đặc điểm là bay giỏi như chim, trong hoang dã gà Sao tìm kiếm thức ăn trên mặt đất, chủ yếu là côn trùng và những mẩu thực vật. Thông thường chúng di chuyển theo đàn khoảng 20 con. Về mùa đông, chúng sống từng đôi trống mái trong tổ trước khi nhập đàn vào những tháng ấm năm sau. Gà sao mái có thể đẻ 20-30 trứng và làm ổ đẻ trên mặt đất, sau đó tự ấp trứng. Gà Sao mái nuôi con không giỏi và thường bỏ lạc đàn con khi dẫn con đi vào những đám cỏ cao. Vì vậy trong tự nhiên, gà sao mẹ thường đánh mất 75% đàn con của nó. Trong chăn nuôi tập trung, gà sao vẫn còn giữ lại một số bản năng hoang dã. Chúng nhút nhát, dễ sợ hãi, hay cảnh giác và bay giỏi như chim, khi bay luôn phát ra tiếng kêu khác biệt. Chúng sống ồn ào và hiếm khi ngừng tiếng kêu.
Gà sao có tính bầy đàn cao và rất nhạy cảm với những tiếng động như: mưa, gió, sấm, chớp, tiếng cành cây gãy, tiếng rơi vỡ của đồ vật. Đặc biệt gà Sao nuôi nhốt khi còn nhỏ rất sợ bóng tối, những lúc mất điện chúng thường chồng đống lên nhau đến khi có điện gà mới trở lại hoạt động bình thường. Gà sao thuộc loài ưa hoạt động, ban ngày hầu như chúng không ngủ, trừ giai đoạn gà con. Ban đêm, chúng ngủ thành từng bầy. Do quá linh hoạt mà gà Sao rất ít mổ cắn nhau. Tuy nhiên chúng lại rất thích mổ những vật lạ. Những sợi dây tải, hay những chiếc que nhỏ trong chuồng, thậm chí cả nền chuồng, tường chuồng. Do vậy thường làm tổn thương đến niêm mạc miệng của chúng.
Gà sao bay giỏi như chim. Chúng biết bay từ sáng sớm, 2 tuần tuổi gà Sao đã có thể bay. Chúng có thể bay lên cao cách mặt đất từ 6-12m. Chúng bay rất khoẻ nhất là khi hoảng loạn. Gà sao cũng có nhu cầu tắm nắng, gà thường tập trung tắm nắng vào lúc 9-11h sáng và 3-4 giờ chiều. Khi tắm nắng gà thường bới một hố cát thật sâu rồi rúc mình xuống hố, cọ lông vào cát và nằm phơi dưới nắng.

### Sinh dục
Các giống gà khác khi giao phối thường bắt đầu bằng hành vi ghẹ gà mái của con trống, đó chính là sự khoe mẽ. Ngoài ra, chúng còn thể hiện sức mạnh thông qua tiếng gáy dài nhưng ở gà Sao lại không như vậy, chúng không bộc lộ tập tính sinh dục rõ ràng ngay cả người chăn nuôi hàng ngày cũng khó phát hiện thấy. Gà sao mái thì đẻ trứng tập trung, khi đẻ trứng xong không cục tác mà lặng lẽ đi ra khỏi ổ.

## Các phân loài
Có chín phân loài gà sao đã được công nhận:
- N. m. coronatus (Gurney, 1868) - gà sao Natal - phân bố ở miền đông Nam Phi
- N. m. galeatus (Pallas, 1767) - gà sao Tây Phi - từ Tây Phi đến miền nam Tchad, miền trung Zaire và bắc Angola
- N. m. marungensis (Schalow, 1884) - gà sao Marungu - nam bồn địa Congo đến tây Angola và Zambia
- N. m. meleagris  (Linnaeus, 1758) - gà sao Sahara - từ đông Tchad đến Ethiopia, bắc Zaire, Uganda và bắc Kenya
- N. m. mitratus (Pallas, 1764) - Tufted Guineafowl - từ Tanzania đến đông Mozambique, Zambia và bắc Botswana
- N. m. papilosus (Reichenow, 1894) - gà sao Damara - từ nam Angola đến Botswana và Namibia
- N. m. reichenowi (Ogilvie-Grant, 1894) - gà sao Reichenow - Kenya và miền trung Tanzania
- N. m. sabyi (Hartert, 1919) - gà sao Saby - đông bắc Maroc
- N. m. somaliensis (Neumann, 1899) - gà sao Somali - đông bắc Ethiopia và Somalia